# Doigt de zinc

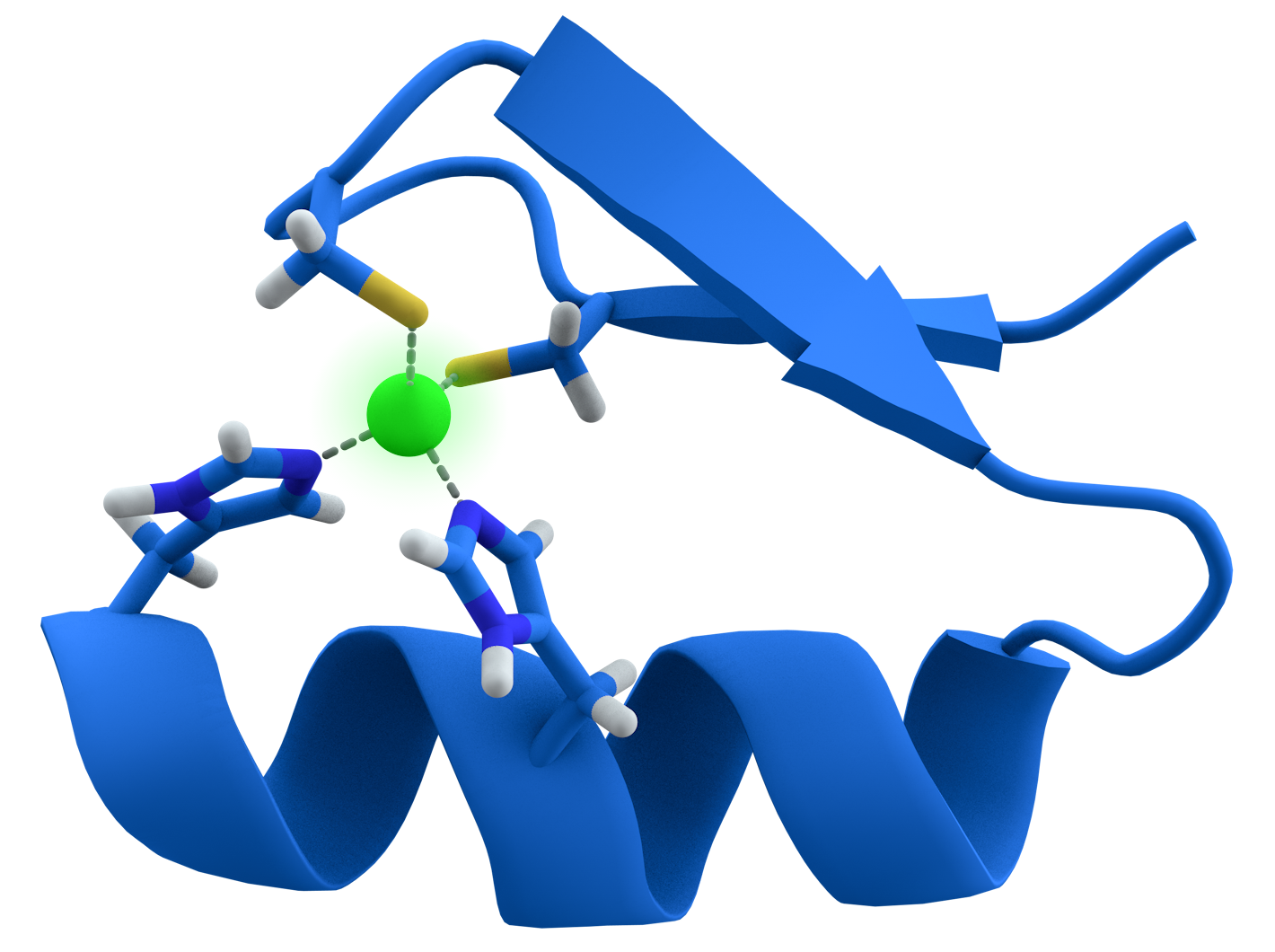
Dessin représentant le doigt de zinc Cys2His2, consistant en une hélice alpha et un feuillet bêta aux brins antiparallèles. L'ion zinc est en vert, complexé à deux histidines (en bas) et deux cystéines (en haut, soufre en doré)

Les doigts de zinc sont de petits motifs structuraux trouvés dans les protéines et capables d'ordonner en complexe un ou plusieurs ions zinc pour stabiliser leur repliement. Ils peuvent être classés en plusieurs familles structurelles différentes (protéines à doigt de zinc) et fonctionnent typiquement comme des groupes d'interaction liant l'ADN, l'ARN, les protéines ou de petites molécules. Le nom « doigt de zinc » a initialement été donné pour décrire l'apparence semblable à des doigts d'un diagramme montrant la structure hypothétique de l'unité répétée dans le facteur de transcription IIIA de Xenopus laevis.